# Махаон (мифология)
Махаон (др.-греч. Μαχάων) — в древнегреческой мифологии знаменитый врач, сын Асклепия и Эпионы (либо, по Гесиоду, сын Ксанфы; по другой версии, Корониды), внук Аполлона, брат Гигиеи, Панакеи и Подалирия.
Считался хирургом. Жених Елены. По версии, привел под Трою 20 кораблей. С братом привел 30 кораблей. Воевал под Троей. Ранен в бою (Илиада). Излечил Филоктета.
По одной версии, убит Пенфесилеей. Согласно «Малой Илиаде», убит Еврипилом (сыном Телефа). По третьей версии, сидел в троянском коне.
Отец Алексанора, Сфира и Полемократа. Нестор привез его кости на родину, его надгробный памятник в Герении (Лаконика). Его культ установил царь Главк. Святилище сыновей Махаона Горгаса и Никомаха в Фарах установил мессенский царь Истмий.
Карл Линней назвал в его честь одну из широко распространенных бабочек семейства парусников — Papilio machaon Linnaeus, 1758.